# Esparragalejo
Esparragalejo – gmina w Hiszpanii, w prowincji Badajoz, w Estramadurze, o powierzchni 16,78 km². W 2011 roku gmina liczyła 1526 mieszkańców.